# New Radicals
New Radicals (читается: Нью рэдикалс, англ. Новые принципы) — проект американского музыканта Грега Александера, просуществовавший 2 года. Был создан Александером, до этого сольно выпустившим два альбома, не пользовавшихся особой популярностью. New Radicals выпустили только один альбом Maybe You’ve Been Brainwashed Too, который получил золотой статус (более 500 000 проданных копий) по результатам продаж в США, а сама группа получила звание «открытия года». Авторство музыки, текстов и продюсирование песен принадлежало исключительно Александеру. Группа известна по 2 синглам и клипам на эти песни − «You Get What You Give» (с англ. — «Получаешь ровно столько, сколько отдаёшь») и «Someday We’ll Know» (с англ. — «Однажды мы узнаем»). 12 июля 1999 года, устав от измотавшего его турне и вообще от шоу-бизнеса, Александер объявил о прекращении проекта. После этого он занимался написанием и продюсированием песен для Ронана Китинга, Софи Эллис-Бекстор, Энрике Иглесиаса.

## Дискография
- Maybe You’ve Been Brainwashed Too (с англ. — «Возможно, вам тоже промыли мозги») — 1998